# Kosofe
Kosofe è una città della Repubblica Federale della Nigeria appartenente allo stato di Lagos. 
È il capoluogo dell'omonima area a governo locale (local government area) che conta una popolazione di 665.393 abitanti.